# 努瓦亚勒 (埃纳省)
努瓦亚勒（法語：Noyales，法語發音：[nwajal]）是法国上法兰西大区埃纳省的一个市镇，属于韦尔万区。

## 地理
努瓦亚勒（49°53'55"N, 3°33'16"E）面积7.18 平方千米，位于法国上法蘭西大區埃纳省，该省份为法国北部内陆省份，北起北部省，西接索姆省和瓦兹省，东临阿登省和马恩省，西南至塞纳-马恩省，东北部与比利时接壤。
与努瓦亚勒接壤的市镇（或旧市镇、城区）包括：艾松维尔-贝诺维尔、欧特维尔、马基尼、蒙蒂尼-昂纳鲁艾斯、普鲁瓦、瓦当库尔。

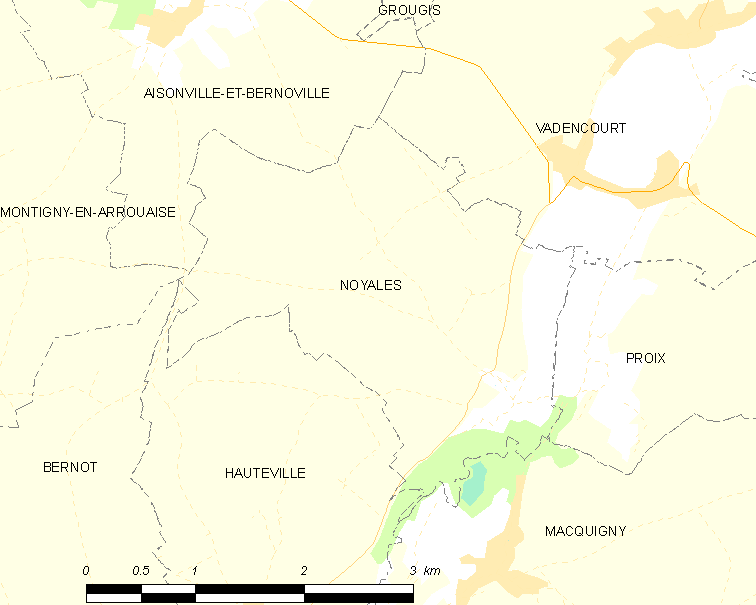
的OSM定位图

努瓦亚勒的时区为UTC+01:00、UTC+02:00（夏令时）。

## 行政
努瓦亚勒的邮政编码为02120，INSEE市镇编码为02563。

## 政治
努瓦亚勒所属的省级选区为吉斯县。

## 人口

1962-2008年间人口变化图示

努瓦亚勒于2022年1月1日时的人口数量为142人。